# Parque eólico Cerro de Hula
El parque eólico Cerro de Hula situado en el municipio de Santa Ana ; es una agrupación de aerogeneradores situados en el cerro homónimo, ubicado en el departamento de Francisco Morazán, cercano a la capital hondureña, ciudad de Tegucigalpa, M.D.C. en el centro de la república de Honduras.

Esquema de una turbina eólica: 1. Cimientos. 2. Conexión a la red eléctrica. 3. Torre. 4. Escalera de acceso. 5. Sistema de orientación. 6. Góndola. 7. Generador. 8. Anemómetro. 9. Freno. 10. Caja de cambios. 11. Pala. 12. Inclinación de la pala. 13. Rueda del rotor.

## Fundación del proyecto
El Parque eólico Cerro de Hula, es el primer parque eólico instalado dentro del territorio hondureño. Su nombre se debe al sitio donde fue construido, el Cerro de Hula. Fue ideado primeramente como una futura solución a la producción de electricidad en el país. Dicho proyecto comenzó con una producción de 67 MW de electricidad en el mes de octubre del 2011; este costó US$ 290 millones. Ahora su producción es de 102 megavatios de capacidad eléctrica, ya finalizado en diciembre del 2011; asimismo, están encaminados los futuros proyectos: Parque eólico Jicatuyo y Parque eólico Los Llanitos, con una inversión proyectada de US$ 750 millones.

## Detalles técnicos
- Potencia nominal total: 126 MW
- Producción anual estimada: 255 GW.h (para el equivalente de 2,500 horas/año a plena carga)
- 63 turbina(s) eólica(s) Gamesa G87/2000 (Potencia 2000 kW, diámetro 87 metros)
- Altura de las góndolas: 78 metros
- Potencia nominal total: 102 000 kW
- Parque eólico onshore
- Desarrollador: Globeleq Mesoamerica Energy
- Empresas: Iberdrola Renovables (Iberdrola Renewables)
- Propietario: Globeleq Mesoamerica Energy

## Localización
- Latitud: 14° 5' 4.6"
- Longitud: -87° 23' 51.4"
- Sistema geodésico: WGS84[5]